# La Chambre rouge, Étretat
La Chambre rouge, Étretat est un tableau réalisé par le peintre suisse Félix Vallotton en 1899. Cette huile sur carton est une scène de genre représentant une femme assise dans un fauteuil, un enfant jouant à ses pieds. Elle est conservée à l'Art Institute of Chicago, à Chicago.
L'œuvre a été peinte à partir d'une photographie prise à Étretat la même année et sur laquelle l'enfant n'apparaît pas tandis que Gabrielle Vallotton, la femme de l'artiste, regarde vers l'objectif. L'original est conservé dans une collection privée.